# 그라우엔의 새장
《그라우엔의 새장》(일본어: グラウエンの鳥籠)은 1999년 10월부터 2000년 9월 말까지 하루에 1분씩 방송되었던 세계 최초의 인터넷 드라마였다. 이 드라마가 처음 공개되었을 때 그 독특한 배포 방식이 인기를 끌었다. 대한민국에서는 2000년 3월부터 방영했고, 일본과 마찬가지로 1년 동안 방송하였다.

## 줄거리
여고생 츠노다 나오는 어머니가 어렸을 때 사망한 후, 아버지와 함께 살다 아버지 (츠노다 아사오) 가 미국으로 단신부임함에 따라 "그라우엔 하임"이라는 맨션에서 자취를 하게 된다. 맨션으로 이사 온 첫날, 같은 맨션에서 살게 된 주민들에게서 심상치 않은 기색을 느끼고 맨션에 대해 그다지 좋은 이미지를 갖지 못하게 되나 맨션의 지하에 있는 카페 "카페 느와르"의 아르바이트생, 타카무라 테츠와 알게 되어 밝은 마음으로 맨션에서의 새로운 생활을 다짐하고 잠에 든다.
다음날, 일어나 카페 느와르로 내려간 나오는 맨션 위에서 유달리 까마귀가 시끄럽게 울자, 카페 마스터 마에다의 부탁을 받은 테츠와 함께 맨션의 옥상으로 올라간다. 옥상에 몰려있는 까마귀들을 쫓으려 까마귀 떼에 다가간 두 사람은 까마귀 떼가 몰려 있던 물체가 사람의 목없는 동체임을 발견하는데......

## 제작진
- 기획 종합 프로듀서 : 아키모토 야스시 (秋元康)
- 각본 : 타카노 카즈아키 (高野和明)
- 미술 : 마루오 토모유키 (丸尾知行), 아타카 노리후미 (安宅紀史)
- 음악 : 이토 마사미 (伊東正美)
- 제작 : "그라우엔의 새장" 제작위원회 (「グラウエンの鳥籠」製作委員会)
- 감독 : 야마카와 나오토 (山川直人)

## 등장인물
- 츠노다 나오 (角田奈緒) : 요시노 사야카 (吉野紗香) - 4층 8호실 주민
- 카리노 료지 (狩野亮二) : 사쿠라 킨조 (桜　金造) - 1층 1호실 주민
- 미타 키요코 (三田紀代子) : 산죠 미키 (三條美紀) - 1층 2호실 주민
- 카타세 고로 (片瀬五郎) : 혼마 시게루 (本間しげる) - 2층 3호실 주민
- 시바타 에이코 (柴田栄子) : 이사야마 히로코 (伊佐山ひろ子) - 2층 4호실 주민
- 신죠 료마 (新庄竜馬) : 카노 텐메이 (加納典明) - 3층 5호실 주민
- 마루타 우메코 (丸田梅子) : 카타기리 하이리 (片桐はいり) - 3층 6호실 주민
- 시미즈 에리코 (清水絵里子) : 스기타 카오루 (杉田かおる) - 4층 7호실 주민
- 오오타 노부히코 (太田信彦) : 테라다 미노리 (寺田　農) - 5층 9호실 주민
- 임모랄 이와타 (インモラル岩田) : ? - 5층 10호실 주민
- 마에다 사부로 (前田三郎) : 칸베 히로시 (神戸　浩) - 그라우엔 하임 관리인 겸 카페 마스터
- 타카무라 테츠 (高村　哲) : 오오쿠마 노리히코 (大熊範彦) - 대학생, 카페 아르바이트생
- 고다 마사시 (郷田正志) : 호타루 유키지로 (蛍雪次朗) - 경시청 형사
- 미야가와 (宮川) : 이노우에 히로키 (井上裕樹) - 형사
- 마츠나가 (松永) : 아라이 야스히로 (新井康弘) - 이삿짐 센터 운전사
- 츠노다 아사오 (角田朝夫) : 와타나베 테츠 (渡辺　哲) - 이시다 건설 사장, 나오의 아버지
- 수수께끼의 소녀 : 이즈미 아야카 (泉　綾香) - 초등학생?
- 요코미조 키쿠오 (横溝菊雄) : 아마모토 히데요 (天本英世) - 변호사
- 코마도리 (駒鳥) : ? - 그라우엔 하임 소유자

(?는 알 수 없는 출연자)

## 관련 상품
1999년과 2000년에 걸쳐서 총 6편의 비디오로도 출시되었으며, 드림캐스트 게임으로도 출시되었다. 1999년 10월에 공식 가이드북이 출시되었다. 그러나 이들은 현재 모두 절판되었다.